# Пирський Іван Михайлович
Пи́рський Іва́н Миха́йлович (рос. Пырский Иван Михайлович; 15 січня 1906 — 11 вересня 1967) — радянський військовик, учасник Другої світової війни, генерал-полковник артилерії (1958).

## Біографія
Народився 15 січня 1906 року в місті Радом однойменної губернії Російської імперії (нині на території Мазовецького воєводства Польщі) в родині вчителя. Росіянин.
Після закінчення у 1922 році школи 2-го ступеня (дев'ятирічка) вступив до лав РСЧА й був зарахований червоноармійцем гаубичного артилерійського дивізіону 3-ї стрілецької дивізії Українського військового округу (м. Феодосія). Згодом переведений червоноармійцем Феодосійського артилерійського дивізіону берегових батарей Керченського укріпленого району. У червні 1924 року звільнився у запас. Знову вступив до лав РСЧА у жовтні 1928 року. Обіймав посаду помічника командира взводу 75-го окремого артилерійського дивізіону 4-ї артилерійської бригади (м. Ленінград). У 1931 році закінчив артилерійське відділення Об'єднаної військової школи імені ВЦВК. По закінченні школи призначений на посаду командира взводу батареї навчального дивізіону артполку Артилерійських Червонопрапорних курсів удосконалення командного складу РСЧА. У 1935 році закінчив ад'юнктуру АЧКУКС РСЧА й залишений викладачем артилерії на курсах. Деякий час обіймав посаду начальника штабу артилерії Особливого стрілецького корпусу, після чого повернувся до АЧКУКС РСЧА, де був помічником начальника навчального відділу, викладачем тактики артилерії. У 1941 році закінчив заочний факультет Військової академії імені М. В. Фрунзе.
Учасник німецько-радянської війни. Обіймав посади командира 796-го гаубичного артилерійського полку на Західному фронті, начальника артилерії 269-ї стрілецької дивізії на Брянському фронті, начальника штабу артилерії 60-ї армії Воронезького фронту, заступника командувача артилерією тієї ж армії, заступника командуючого військами — командувача артилерією 69-ї армії (Воронезький, Степовий, 4-й Український, 1-й Білоруський фронти), заступника командуючого військами — командувача артилерією 2-ї армії Війська Польського. 16 квітня 1945 року був важко поранений у горло.
По закінченні війни призначався заступником командуючого військами — командувачем артилерією Бакинського, Закавказького, Прибалтійського військових округів.
У 1951 році висунутий на посаду начальника Ростовського вищого артилерійського інженерного училища. У 1954 році переведений на посаду начальника Ленінградського вищого артилерійського інженерного училища.
З 1957 по 1962 роки обіймав посаду заступника командуючого ракетними військами і артилерією Радянської Армії.
У січні 1962 року звільнений у запас. Мешкав у місті Москва, де й помер 11 вересня 1967 року. Похований на Новодівочому цвинтарі.

## Військові звання
- з 16.11.1943 року — генерал-майор артилерії;
- з 11.07.1946 року — генерал-лейтенант артилерії;
- з 18.02.1958 року — генерал-полковник артилерії.

## Нагороди
Нагороджений двома орденами Леніна (18.11.1944, 19.11.1951), двома орденами Червоного Прапора (23.10.1943, 03.11.1944), орденами Кутузова 1-го ступеня (28.06.1945), Суворова 2-го ступеня (08.02.1943), Кутузова 2-го ступеня (23.08.1944), Вітчизняної війни 1-го ступеня (29.06.1945), Червоної Зірки (27.03.1942), «Знак Пошани» (16.08.1936), медалями, а також польськими нагородами.